# Narciarstwo dowolne na Zimowych Igrzyskach Olimpijskich 1994
Zawody w narciarstwie dowolnym na Zimowych Igrzyskach Olimpijskich 1994 odbywały się w dniach 15-24 lutego 1994 roku. Rywalizacja została rozegrana w ośrodku narciarskim Kanthaugen Freestyle Arena w Lillehammer. Zawodnicy i zawodniczki startowali w dwóch konkurencjach: jeździe po muldach i skokach akrobatycznych. 

## Terminarz
| Data           | Miejscowość                | Konkurencja                 | Złoto                | Srebro             | Brąz                    |
| -------------- | -------------------------- | --------------------------- | -------------------- | ------------------ | ----------------------- |
| 16 lutego 1994 | Kanthaugen Freestyle Arena | Jazda po muldach kobiet     | Stine Lise Hattestad | Liz McIntyre       | Jelizawieta Kożewnikowa |
| 16 lutego 1994 | Kanthaugen Freestyle Arena | Jazda po muldach mężczyzn   | Jean-Luc Brassard    | Siergiej Szuplecow | Edgar Grospiron         |
| 24 lutego 1994 | Kanthaugen Freestyle Arena | Skoki akrobatyczne kobiet   | Lina Cheryazova      | Marie Lindgren     | Hilde Synnøve Lid       |
| 24 lutego 1994 | Kanthaugen Freestyle Arena | Skoki akrobatyczne mężczyzn | Andreas Schönbächler | Philippe LaRoche   | Lloyd Langlois          |

## Wyniki

### Mężczyźni

#### Jazda po muldach
| Miejsce | Zawodnik           | Reprezentacja     | Wynik |
| ------- | ------------------ | ----------------- | ----- |
| 01 !    | Jean-Luc Brassard  | Kanada            | 27,24 |
| 02 !    | Siergiej Szuplecow | Rosja             | 26,90 |
| 03 !    | Edgar Grospiron    | Francja           | 26,64 |
| 4.      | Olivier Cotte      | Francja           | 25,79 |
| 5.      | Jörgen Pääjärvi    | Szwecja           | 25,58 |
| 6.      | Olivier Allamand   | Francja           | 25,28 |
| 7.      | John Smart         | Kanada            | 24,96 |
| 8.      | Troy Benson        | Stany Zjednoczone | 24,86 |
| 9.      | Janne Lahtela      | Finlandia         | 24,78 |
| 10.     | Anders Jonell      | Szwecja           | 24,50 |
| 10.     | Fredrik Thulin     | Szwecja           | 24,50 |

#### Skoki akrobatyczne
| Miejsce | Zawodnik             | Reprezentacja     | Wynik  |
| ------- | -------------------- | ----------------- | ------ |
| 01 !    | Andreas Schönbächler | Szwajcaria        | 234,67 |
| 02 !    | Philippe LaRoche     | Kanada            | 228,63 |
| 03 !    | Lloyd Langlois       | Kanada            | 222,44 |
| 4.      | Andy Capicik         | Kanada            | 219,07 |
| 5.      | Trace Worthington    | Stany Zjednoczone | 218,19 |
| 6.      | Nicolas Fontaine     | Kanada            | 210,81 |
| 7.      | Eric Bergoust        | Stany Zjednoczone | 210,48 |
| 8.      | Mats Johansson       | Szwecja           | 207,52 |
| 9.      | Jean-Marc Bacquin    | Francja           | 196,88 |
| 10.     | Richard Cobbing      | Wielka Brytania   | 196,58 |

### Kobiety

#### Jazda po muldach
| Miejsce | Zawodniczka             | Reprezentacja     | Wynik |
| ------- | ----------------------- | ----------------- | ----- |
| 01 !    | Stine Lise Hattestad    | Norwegia          | 25,97 |
| 02 !    | Liz McIntyre            | Stany Zjednoczone | 25,89 |
| 03 !    | Jelizawieta Kożewnikowa | Rosja             | 25,81 |
| 4.      | Raphaëlle Monod         | Francja           | 25,17 |
| 5.      | Candice Gilg            | Francja           | 24,82 |
| 6.      | Tatjana Mittermayer     | Niemcy            | 24,43 |
| 7.      | Donna Weinbrecht        | Stany Zjednoczone | 24,38 |
| 8.      | Ann Battelle            | Stany Zjednoczone | 23,71 |
| 9.      | Bronwen Thomas          | Kanada            | 23,57 |
| 10.     | Silvia Marciandi        | Włochy            | 23,36 |

#### Skoki akrobatyczne
| Miejsce | Zawodniczka          | Reprezentacja     | Wynik  |
| ------- | -------------------- | ----------------- | ------ |
| 01 !    | Lina Cheryazova      | Uzbekistan        | 166,84 |
| 02 !    | Marie Lindgren       | Szwecja           | 165,88 |
| 03 !    | Hilde Synnøve Lid    | Norwegia          | 164,13 |
| 4.      | Maja Schmid          | Szwajcaria        | 156,90 |
| 5.      | Natalija Szerstniowa | Ukraina           | 154,88 |
| 6.      | Kirstie Marshall     | Australia         | 150,76 |
| 7.      | Tracy Evans          | Stany Zjednoczone | 139,77 |
| 8.      | Caroline Olivier     | Kanada            | 138,96 |
| 9.      | Elfie Simchen        | Niemcy            | 136,46 |
| 10.     | Julija Rakawicz      | Białoruś          | 135,53 |

## Klasyfikacja medalowa
| Miejsce | Państwo           |   |   |   | Razem |
| ------- | ----------------- | - | - | - | ----- |
| 1.      | Kanada            | 1 | 1 | 1 | 3     |
| 2.      | Norwegia          | 1 | 0 | 1 | 2     |
| 3.      | Szwajcaria        | 1 | 0 | 0 | 1     |
| 3.      | Uzbekistan        | 1 | 0 | 0 | 1     |
| 5.      | Rosja             | 0 | 1 | 1 | 2     |
| 6       | Stany Zjednoczone | 0 | 1 | 0 | 1     |
| 6       | Szwecja           | 0 | 1 | 0 | 1     |
| 8       | Francja           | 0 | 0 | 1 | 1     |